# Еухеніо Леаль
Еухеніо Леаль (ісп. Eugenio Leal, нар. 13 травня 1954, Толедо) — іспанський футболіст, що грав на позиції півзахисника.
Більшу частину своєї кар'єри він провів у клубі «Атлетіко», виступивши у понад 230 іграх і вигравши два чемпіонати та Кубки Іспанії, а також грав за національну збірну Іспанії, з якою був учасником чемпіонату світу 1978 року.

## Клубна кар'єра
Вихованець «Атлетіко» (Мадрид). З 1971 року став залучатись до матчів першої команди, з якою у першому ж сезоні виграв Кубок, а наступного і чемпіонат Іспанії, але основним гравцем не був, взявши за цей час участь лише у 17 матчах чемпіонату. Через це протягом сезону 1973/74 років на правах оренди захищав кольори клубу «Спортінг» (Хіхон).
Повернувшись в рідне «Атлетіко» став основним гравцем, коли тренер команди Луїс Арагонес перевів його позиції нападника в півзахисники. В цьому статусі виграв з командою ще по одному чемпіонату і кубку Іспанії у 1977 та 1976 роках відповідно.
У мадридському дербі проти «Реала» в 1979 році Леаль отримав травму зв'язок коліна після фолу Хуана Соля, від якого він так і не оговтався. Він залишив «матрацників» в червні 1982 року після того, як провів лише вісім ігор у чемпіонаті за два роки. Через кілька місяців Леаль приєднався до «Сабаделя», щоб допомогти їм зберегти прописку у Сегунді, але через стару травму зіграв за команду лише два матчі і змушений був завершити кар'єру у віці 29 років.

## Виступи за збірну
16 квітня 1977 року дебютував в офіційних матчах у складі національної збірної Іспанії в грі кваліфікації на чемпіонат світу 1978 року проти Румунії (0:1).
У складі збірної був учасником чемпіонату світу 1978 року в Аргентині, на якому зіграв у всіх трьох матчах, а команда не подолала груповий етап.
Загалом протягом кар'єри у національній команді, яка тривала 2 роки, провів у її формі 13 матчів, забивши 1 гол.

## Титули і досягнення
- Чемпіон Іспанії (2):

«Атлетіко»: 1972/73, 1976/77
- Володар Кубка Іспанії (2):

«Атлетіко»: 1971/72, 1975/76
- Володар Міжконтинентального кубка (1):

«Атлетіко»: 1974